# 陶庄镇 (兴化市)
陶庄镇，是中华人民共和国江苏省泰州市兴化市下辖的一个乡镇级行政单位。

## 行政区划
陶庄镇下辖以下地区：
梓辛社区、南柯村、焦庄村、夏北村、王寺村、仲冯舍村、卞堡村、袁庄村、金戈村、陶庄村、焦舍村、潘戴村、裴舍村、潘洋汊村、罗马村、三和庄村、周冯村、大顾村、幸福庄村、新徐村和季平村。